# 흰눈썹바다오리
흰눈썹바다오리(spectacled guillemot, sooty guillemot, 학명: Cepphus carbo)는 바다오리과에 속하는 바닷새이다.
흰눈썹바다오리의 길이는 대략 38 센티미터이며 붉은 색의 다리, 검은 부리, 검은 홍채가 특징이다.
암수는 서로 비슷하지만 어린 시기에는 성체와 구별된 모습을 보인다. 아종은 없다.
태평양 북서부(오호츠크해, 러시아 쿠릴 열도, 일본의 홋카이도 북부섬) 지역에 서식한다. 대한민국에는 흔하지 않은 겨울철새로 도래하며 북한의 일부 섬에서 번식하기도 한다.

## 같이 보기
- 한국의 야생 새 목록

## 참고 문헌
- Harrison, Peter (1991). Seabirds An Identification Guide ISBN 0-395-60291-2

1. ↑  “Cepphus carbo”. 《멸종 위기 종의 IUCN 적색 목록. 2013.2판》 (영어). 국제자연보전연맹(IUCN). 2012. 2013년 11월 26일에 확인함.